# Пацијент
Пацијент или болесник је особа која прима медицинску негу — корисник здравствене услуге — најчешће од неке врсте лекара
Оригинално значење речи пацијент је „онај који пати”. Потиче од латинске речи patiens или од грчке речи πάσχειν у значењу „патити”. Према закону они имају право на примање неге, било ког смисла.                 